# Expedición persa de 1796
La expedición persa de Catalina la Grande, junto con la expedición persa de Pedro el Grande, fue parte de las guerras ruso-persas del siglo XVIII que no conllevaron consecuencias duraderas para ninguna de las partes.

## Antecedentes
Las últimas décadas del siglo XVIII estuvieron marcadas por conflictos continuos entre pretendientes rivales al Trono del Pavo real. Catalina la Grande de Rusia aprovechó el desorden para consolidar su control sobre las débiles políticas del Cáucaso. El reino de Kartli-Kajetia se convirtió en un protectorado ruso en 1783, cuando Heraclio II firmó el Tratado de Gueórguiyevsk, por el cual la zarina prometía defenderlo en caso de un ataque iraní. Los shamkhals de Tarki siguieron sus pasos y aceptaron la protección rusa tres años más tarde.
Con la coronación de Aga Muhammad Khan como Sah de Persia en 1794, el clima político cambió. El Imperio persa puso fin al período de conflicto dinástico y procedió a fortalecer su dominio del Cáucaso devastando Georgia y reduciendo su capital, Tiflis, a cenizas en 1795. Tardíamente, Catalina II decidió montar una expedición punitiva contra el Sah.

## Desarrollo del conflicto
Aunque se esperaba que el ejército de 13.000 rusos fuera comandado por el general Iván Gudóvich, la zarina siguió el consejo de su último amante, el Serenísimo Kniaz (Príncipe) Platón Zúbov, y confió el mando a su joven hermano, el conde Valerián Zúbov. Las tropas rusas partieron de Kizlyar en abril de 1796 y cayeron sobre la fortaleza clave de Derbent el 10 de mayo. El evento fue glorificado por el poeta de la corte Gavrila Derzhavin en su famosa oda; posteriormente, comentó amargamente el retorno sin gloria de Zúbov de la expedición en otro poema.
Para mediados de junio, las tropas de Zúbov invadieron sin resistencia la mayor parte del territorio de la actual Azerbaiyán, incluyendo tres ciudades principales: Bakú, Şamaxı y Ganja. Para noviembre, se estacionaron en la confluencia de los ríos Aras y Kurá, preparados para atacar Tabriz.
Ese mes falleció Catalina la Grande y su sucesor Pablo I de Rusia, que detestaba a los Zúbov y tenía otros planes para el Ejército, ordenó a las tropas que se retiraran y retornaran a Rusia. Este revés suscitó la frustración y enemistad de los poderosos Zúbov y de otros oficiales que participaron en la campaña: muchos de ellos estarían entre los conspiradores que arreglaron el asesinato de Pablo cinco años más tarde.